# Obediah Timbaci
Obediah Timbaci (* 3. Juni 2003) ist ein Leichtathlet aus Vanuatu, der sich auf den Sprint spezialisiert hat.

## Sportliche Laufbahn
Erste Erfahrungen bei internationalen Meisterschaften sammelte Obediah Timbaci im Jahr 2019, als er bei den U18-Ozeanienmeisterschaften in Townsville in 23,32 s den fünften Platz im 200-Meter-Lauf belegte und über 400 Meter mit 50,79 s Rang vier. Anschließend schied er bei den Pazifikspielen in Apia mit 50,49 s in der ersten Runde im 400-Meter-Lauf aus und gewann mit der vanuatischen 4-mal-400-Meter-Staffel in 3:17,90 min die Bronzemedaille hinter den Teams aus Papua-Neuguinea und Fidschi. 2022 kam er bei den Ozeanienmeisterschaften in Mackay mit 52,85 s nicht über den Vorlauf über 400 Meter hinaus und anschließend startete er dank einer Wildcard bei den Weltmeisterschaften in Eugene und schied dort mit 53,32 s in der Vorrunde aus. Daraufhin schied er auch bei den Commonwealth Games in Birmingham mit 51,62 s in der Vorrunde aus.

## Persönliche Bestzeiten
- 200 Meter: 23,32 s (−0,2 m/s), 28. Juni 2019 in Townsville
- 400 Meter: 50,49 s, 16. Juli 2019 in Apia